# Eiszeit (Tankred Dorst)
Eiszeit ist ein Schauspiel von Tankred Dorst, das am 15. März 1973 unter der Regie von Peter Zadek im Schauspielhaus Bochum uraufgeführt wurde. Die Hauptrolle des „Alten“ spielte O. E. Hasse.

## Inhalt
Im Park eines Altersheims trifft der alte Schriftsteller auf den Landstreicher Kristian, einen alten Bekannten aus Kindertagen. Kristian weiß bestens über das Schicksal vieler Spielkameraden von damals Bescheid, von denen viele inzwischen gestorben sind. Kristian konstatiert schadenfroh, sein Gesprächspartner sei in dem Altersheim „eingesperrt“. Der Alte kann nicht widersprechen. Seine wesentlich jüngere Ehefrau Vera und der gemeinsame Sohn Paul dürfen ihn, der seine Familie fast ein Jahr nicht sehen durfte, neuerdings täglich drei Stunden besuchen. Beide sind im nahegelegenen Fjord-Hotel untergekommen.
Ein dreiköpfiges Gremium, das Dorst beim ersten Auftritt „Kommission“ und beim zweiten „Gericht“ nennt, nimmt den „Landesverräter“ im Speisesaal des Altersheimes ins Gebet. Die unnachgiebigen Herren sind der Journalist Reich, der schüchterne Direktor der Sparkasse aus der nahegelegenen Kreisstadt und der Pfarrer Holm. Der Journalist bleibt meist ironisch-distanziert, weil er diese Inquisition eigentlich für sinnlos hält. Auch der Sparkassendirektor hält sich respektvoll vor dem großen norwegischen Dichter zurück. Pfarrer Holm ist es, der auf Gerechtigkeit pocht, weil er während der deutschen Besetzung Norwegens inhaftiert gewesen war. Gerechtigkeit hieße in dem Fall, das ganze Vermögen des Alten könnte eingezogen werden.
Pfarrer Holm hat eine ellenlange Reihe von Vorwürfen, die besonders die nazifreundliche Haltung des Alten während der Besetzung betreffen. Immer, wenn es für den Schriftsteller brenzlig wird, stellt er sich taub. Der Journalist wirft dem Alten vor, er habe Ossietzky einen Parteischriftsteller, des Friedensnobelpreises 1935 unwürdig, geschimpft. Uneinsichtig und stur bleibt der Alte, der sich als Individualist bekennt, bei seiner vorgefassten Meinung bezüglich des Preisträgers.
Pfarrer Holm spricht die Audienz des Alten bei Hitler im Jahr 1941 sowie den Nachruf des Alten auf Hitler 1945.
Das oben genannte Wort vom Landesverräter kommt aus dem Munde von Oswald Kronen. Als sechzehnjähriger Junge wollte der Sohn des geschäftstüchtigen Reeders Kronen den Alten mit einer gestohlenen deutschen Handgranate umbringen, ließ es aber sein und ging für drei Jahre zu den Partisanen. Oswald nennt den inzwischen begnadigten Vater, der wieder erfolgreich Geschäfte macht, einen Kollaborateur. Während seines Besuchs im Altersheim tötet Oswald den Alten wieder nicht, sondern sprengt sich später in der Einsamkeit auf einer Landzunge samt PKW in die Luft.
Paul und Vera bemühen sich über das Stück hinweg aufopferungsvoll und treusorgend um den Alten. Zu guter Letzt erwägen sie eine Abkehr von ihrem unbeeinflussbaren Patriarchen. Eine Kunstreise durch Italien bis hinab nach Taormina soll die Abkehr einleiten. Aber unbedingt nur zu zweit soll es in den Süden gehen.

## Hintergrund
Tankred Dorst meint mit dem Alten den norwegischen Autor Knut Hamsun in seinem letzten Lebensjahr. Hamsun, der im Mai 1945 85 Jahre alt geworden war, wurde nach zwei Schlaganfällen zunächst in ein Altersheim, dann in eine psychiatrische Klinik eingewiesen.

## Rezeption
- Hellmuth Karasek: Vom unangreifbaren Alter. In: Die Zeit. 23. März 1973.

## Verfilmung
- 1975, Eiszeit, Regie: Peter Zadek. Mit O. E. Hasse als dem Alten, Hannelore Hoger als Vera, Walter Schmidinger als Paul, Ulrich Wildgruber als Oswald Kronen, Heinz Bennent als Pfarrer Holm, Hans Hirschmüller als Journalist Reich, Hermann Lause als Sparkassendirektor und Hans Mahnke als Kristian.[2]

### Sekundärliteratur
- Heinz Ludwig Arnold (Hrsg.): Tankred Dorst. (text + kritik. 145). Boorberg, München 2000. ISBN 3-88377-626-2
- Gero von Wilpert: Lexikon der Weltliteratur. Deutsche Autoren A–Z. Stuttgart 2004, ISBN 3-520-83704-8, S. 126, linke Spalte